# Quanah Parker

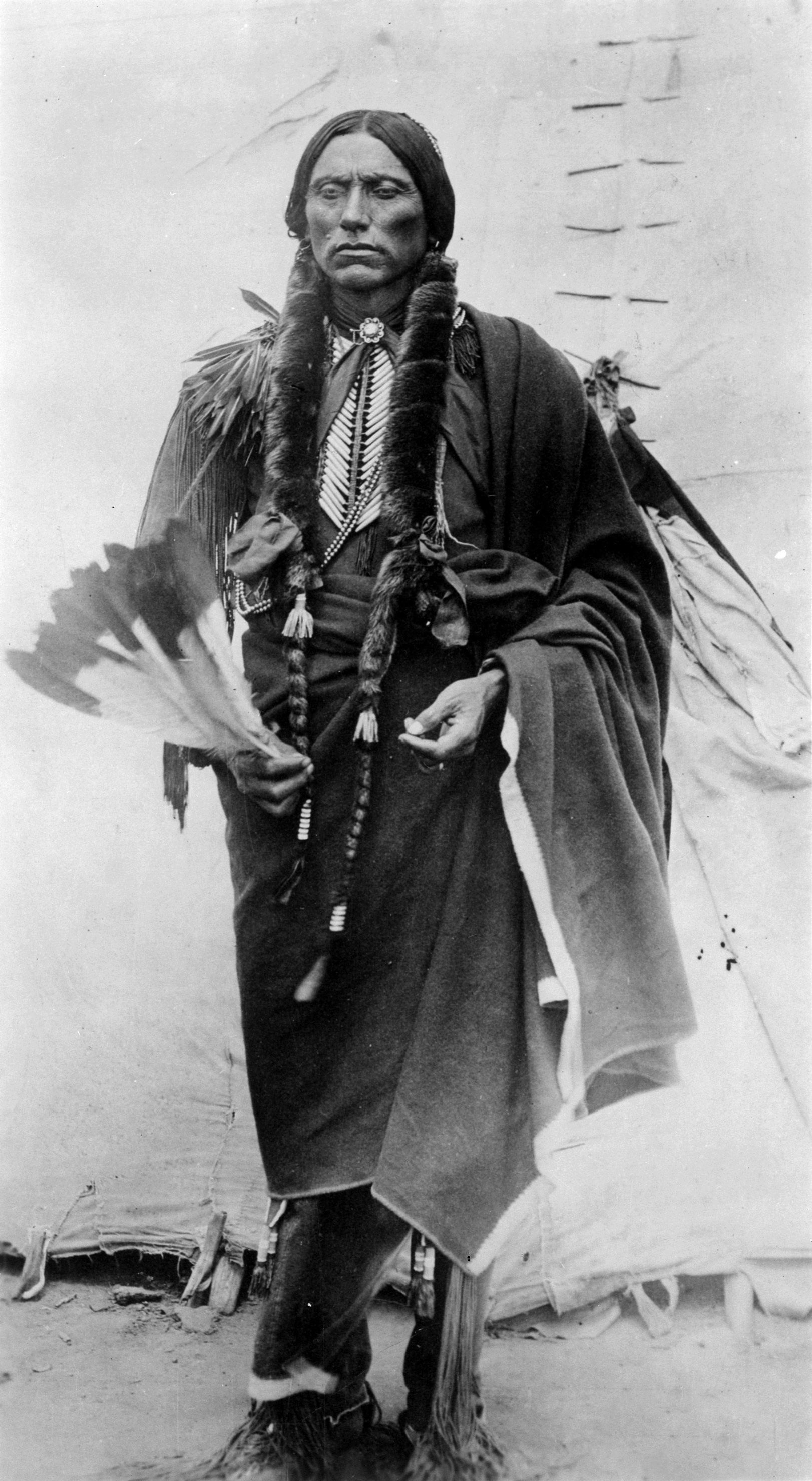

Quanah Parker, eg Kwahnah ("väldoft"), född omkring 1847, död 23 februari 1911 i Cache, Oklahoma, var kwahadicomanchernas sista krigshövding.
Quanah var son till en av nokonicomanchernas hövdingar, Puthnoconi, i litteraturen vanligen kallad Peta Nocona, och hans hustru Naduah (Cynthia Ann Parker), en anglo-amerikansk kvinna som kidnappades av comancherna i Texas 1836 vid nio års ålder.

## Livet i frihet
Redan som ung man lämnade Quanah nokonibandet för att ansluta sig till kwahadicomancherna vilka som sitt basområde hade Llano Estacado, ett ogästvänligt område, där USA:s armé överhuvudtaget inte vågade sig in förrän 1871. När 4:e kavalleriet väl marscherade in i området satte sig de röda krigarna snabbt i respekt hos de svarta och deras vita officerare (USA:s armé tillämpade rassegregering av meniga i "enfärgade" truppstyrkor till och med andra världskriget; 4:e kavalleriet var svart).
Under flera års kampanjer till Llano Estacado bokfördes ett stort antal mindre strider av vilka inte en enda kunde betecknas som en seger för USA. Med rätt eller orätt var det Quanah som i pressen krediterades för kwahadiernas framgångsrika gerillataktik. Särskilt texastidningarna uttryckte något slags hatkärlek till Quanah, med en stundtals illa dold stolthet över att till och med en halvtexan räckte till för att göra yankee-kavalleriet till åtlöje: "blood will always tell".
Det som inte USA:s kavalleri kunde åstadkomma med militära medel, framtvingades i stället av de vitas systematiska utrotning av bison. När bufflarna i det närmaste helt försvunnit från den södra prärien följde största delen av de svältande comancherna med Quanah till Fort Sill och kapitulerade villkorslöst 2 juni 1875. Quanah blev aldrig föremål för några rättsliga åtgärder. Eftersom han aldrig slutit några avtal med USA kunde han inte heller bestraffas för att ha brutit något.

## Livet i reservat
Quanah Parkers livsgärning brukar ibland sammanfattas så att han före 1875 var en hövding och efter 1875 blev han en stor hövding. Quanah utnyttjade sin mödernehärkomst på ett mycket skickligt sätt i det vita samhället till gagn för sina stamfränder. Han arrenderade bland annat ut en del av stammens överflödiga reservatsbetesmarker till vita boskapsuppfödare, vilket genererade betydande extrainkomster för stammen. Han representerade comancherna vid formella tillställningar i Washington och drog sig inte för vid ett sådant tillfälle, vid 4:e-julifirandet 1898, framföra bister kritik mot USA om i vilket anskrämligt skick prärien hade försatts av de vitas exploatering: "användbart endast för rödmyror, coyoter och kofösare"
När USA:s armé uttryckte sin önskan att bilda en kavalleribataljon av uramerikaner 1892 avrådde Quanah comancher från att anmäla sig. Han fann tanken ytterst motbjudande eftersom han tidigare blivit kristen och var fullt upptagen med botgöring för de illgärningar han själv ansåg sig ha begått i krig. Quanah drogs till den så kallade peyotekulten och brukar ses som en av grundarna för den kyrka som växte upp runt kulten, Native American Church. Quanahs synsätt på kristendomen var typiskt uramerikanskt. För honom var religionens kärna en mystisk inre upplevelse som kunde uppnås med hjälp av peyote. Skillnaden mellan uramerikanerna och de vitas religionsutövning uttryckte han så att: "de vita går i kyrkan och talar om Jesus, uramerikanen går in i sin tipi och talar med Jesus".
Rent praktiskt föredrog Quanah ett samfund som i vissa avseenden visade likheter med mormonernas. Han hade sju hustrur och 25 barn, och hans framgångsrika investeringar gagnade inte bara stammen utan också honom själv. Vid sin död 1911 ansågs han av många vara "USA:s rikaste uramerikan".